# USS LST-539
O USS LST-539 foi um navio de guerra norte-americano da classe LST que operou durante a Segunda Guerra Mundial.